# Sveti Polieukt
Sveti Polieukt (grčki Πολύευκτος) bio je Grk koji je umro 10. veljače 259., a slavi se i danas kao kršćanski svetac-mučenik.
Bio je stanovnik Melitene, dosta imućan čovjek, te prijatelj svetog Nearha. Bio je isprva pagan, ali je navodno imao viziju Isusa te je postao kršćanin.
U njegovo je vrijeme bilo naređeno da svi moraju štovati grčko-rimske bogove, ali je Polieukt došao na glavni gradski trg i srušio idole koji su bili nošeni u procesiji.
Unatoč suzama svoje žene Pauline, djece i tasta Feliksa, Polieukt je odlučio postati mučenik. Ubijen je odrubljivanjem glave. U njegovo je vrijeme vladao car Valerijan, koji je bio pagan.
U katoličanstvu se Polieukt slavi 13. veljače, a u pravoslavlju 9. siječnja.